# هارالد كريمر
هارالد كريمر (بالألمانية: Harald Krämer)‏ هو لاعب كرة قدم ألماني في مركز الهجوم، ولد في 13 فبراير 1964 في Unterliederbach ‏ في ألمانيا. شارك مع منتخب ألمانيا تحت 21 سنة لكرة القدم. أما مع النوادي، فقد لعب مع آينتراخت فرانكفورت وشتورم غراتس وكيمنتزر ونادي رييد وهانزا روستوك.

## وصلات خارجية
- هارالد كريمر على موقع قاعدة بيانات كرة القدم.إي يو (الإنجليزية)
- هارالد كريمر على موقع عالم كرة القدم.نت (الإنجليزية)